# Кришан (Констанца)
Кришан (рум. Crișan) насеље је у Румунији у округу Констанца у општини Круча. Oпштина се налази на надморској висини од 79 m.

## Становништво
Према подацима из 2002. године у насељу је живело 392 становника, од којих су сви румунске националности.